# Нерроус (Вірджинія)
Нерроус (англ. Narrows) — місто (англ. town) в США, в окрузі Джайлс штату Вірджинія. Населення — 2093 особи (2020).

## Географія
Нерроус розташований за координатами 37°19′53″ пн. ш. 80°48′33″ зх. д. / 37.33139° пн. ш. 80.80917° зх. д. (37.331302, -80.809284).  За даними Бюро перепису населення США в 2010 році місто мало площу 3,46 км², з яких 3,28 км² — суходіл та 0,18 км² — водойми.

## Демографія
Згідно з переписом 2010 року, у місті мешкало 2029 осіб у 854 домогосподарствах у складі 582 родин. Густота населення становила 586 осіб/км².  Було 941 помешкання (272/км²).
Расовий склад населення:
| - 97,5 % — білих - 0,7 % — чорних або афроамериканців - 0,3 % — азіатів - 0,2 % — корінних американців |

До двох чи більше рас належало 0,5 %. Частка іспаномовних становила 1,5 % від усіх жителів.
За віковим діапазоном населення розподілялося таким чином: 23,5 % — особи молодші 18 років, 57,2 % — особи у віці 18—64 років, 19,3 % — особи у віці 65 років та старші. Медіана віку мешканця становила 40,8 року. На 100 осіб жіночої статі у місті припадало 92,0 чоловіків;  на 100 жінок у віці від 18 років та старших — 87,6 чоловіків також старших 18 років.
Середній дохід на одне домашнє господарство  становив 49 733 долари США (медіана — 43 798), а середній дохід на одну сім'ю — 56 211 долар (медіана — 49 821). Медіана доходів становила 45 694 долари для чоловіків та 28 750 доларів для жінок. За межею бідності перебувало 15,4 % осіб, у тому числі 10,3 % дітей у віці до 18 років та 7,2 % осіб у віці 65 років та старших.
Цивільне працевлаштоване населення становило 865 осіб. Основні галузі зайнятості: виробництво — 28,8 %, освіта, охорона здоров'я та соціальна допомога — 17,2 %, роздрібна торгівля — 15,6 %.